# 거여철교
거여철교(巨余鐵橋)는 대한민국의 경상북도 영천시 금호읍과 도동을 잇는 금호강의 철교이다. 한때 대구선 열차가 이용하는 교량이었으나 2018년 2월에 철거되었다. 